# Härjedalen
Härjedalen ist eine historische schwedische Provinz im Landesteil Norrland.

## Geographie
Härjedalen grenzt im Süden an Dalarna, im Westen an Norwegen, im Norden an Jämtland und im Osten an Medelpad und Hälsingland. Vier Fünftel der Fläche Härjedalens liegen auf über 500 m Höhe. Auch Schwedens höchstgelegener Ort (Högvålen) liegt hier.

## Geschichte
Der Name Härjedalen stammt von dem alten Westnorwegischen  Herjárdalr und bedeutet "Tal des Flusses Härje".
Die Landschaft gehörte bis 1645 zu Norwegen und wurde zusammen mit Jämtland im Vertrag von Brömsebro an Schweden abgetreten.

## Fauna
In Härjedalen lebt die bisher einzige schwedische Herde des Moschusochsen. Sie wanderte von Norwegen her dort ein.

## Landschaftssymbole

Inoffizielle Flagge

- Tier: Braunbär
- Blume: Frühlings-Kuhschelle
- Fisch: Europäische Äsche
- Vogel: Steinadler